# Histoire contemporaine du Japon
Le nom d'histoire contemporaine du Japon désigne la période ayant suivi la fin de la Seconde Guerre mondiale (soit depuis le 2 septembre 1945). La Constitution d'après-guerre a été modifiée, le nouveau texte entrant en application en 1947. Cette période est appelée l'après-guerre (戦後, Sengo) ou le Japon d'après-guerre (戦後日本, Sengo-Nihon / Sengo-Nippon).
Après la défaite dans la Seconde Guerre mondiale, le Japon devient une démocratie parlementaire, dominée par le Parti libéral-démocrate. Cette période d'après-guerre se caractérise par l'alliance américano-japonaise, avec par exemple la création de l'United States Forces Japan Act (USFJ ; en japonais 在日米軍, Zainichi Beigun).

## L'occupation américaine

### Démocratisation du pays
Le 15 août 1945, l'empereur Hirohito annonce lors d'une allocution radiophonique la capitulation du pays. Le 17, le prince Naruhiko Higashikuni est chargé de former un gouvernement transitoire afin de gérer le pays en attendant l'arrivée des troupes alliées. Le 2 septembre, il signe la reddition du pays, et le 8, Douglas MacArthur qui est responsable de l'administration de l'occupation américaine installe son administration à Tokyo, face au palais impérial. Environ 400 000 soldats américains débarquent dans le pays jusqu'à la fin du mois d'octobre de la même année. Dès le 19 septembre, 40 hauts cadres de l'armée dont Hideki Tōjō sont arrêtés, et le 4 octobre, l'occupant se porte garant des libertés civiles des Japonais : près de 2 500 prisonniers politiques sont libérés, le droit de vote est accordé aux femmes, son âge légal est fixé à vingt ans ; la liberté syndicale est réinstaurée, et dès la fin de l'année 400 000 personnes sont adhérentes d'un syndicat. Le système éducatif commence à être réformé dès l'automne 1945, et en 1948 le Rescrit impérial sur l'éducation est aboli.

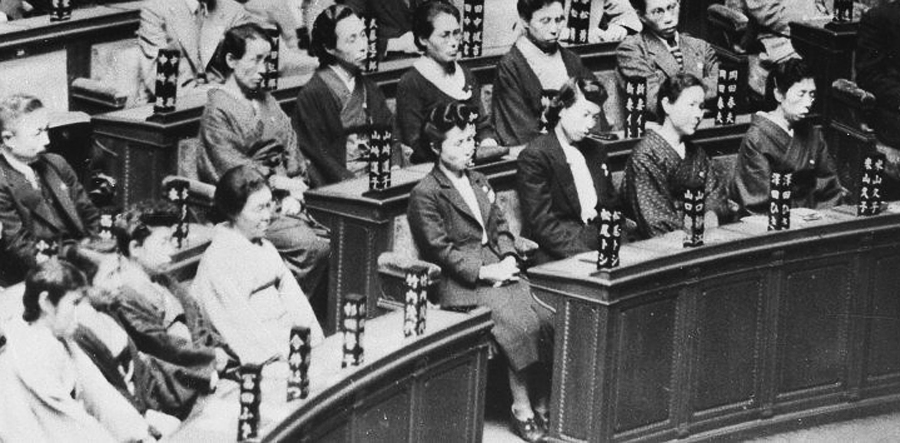
Les premières femmes sont élues au parlement lors des élections législatives japonaises de 1946.

Un nouveau système politique se met en place. Alors que la question de son abdication et celle de son inculpation se posent, l'empereur Hirohito annonce au 1er janvier 1946 qu'il renonce à sa nature de « divinité à forme humaine ». Les législatives organisées en avril 1946 débouchent sur un renouvellement profond de la représentation nationale. Une nouvelle constitution est annoncée en mars 1946, votée le 3 novembre, et entre en vigueur le 3 mai 1947 : si l'empereur garde une place symbolique, le parlement détient l'essentiel du pouvoir, et les droits de l'homme sont garantis. Son article 9 proclame le renoncement du Japon à la guerre. Au début de 1946, environ 200 000 personnes sont déclarées inéligibles par l'occupant en raison de leurs liens avec le régime précédent. Les procès de Tokyo jugent de mai 1946 à décembre 1948 les anciens responsables du régime ; sur 50 000 inculpés, 10 % sont condamnés, dont 984 à des peines capitales. À l'occasion de ces procès, l'opinion publique japonaise prend connaissance des crimes commis par son armée, comme à Nankin ou à Bataan.
Dans le domaine économique, le pays est miné par des problèmes de ravitaillement, les infrastructures étant en ruine. Une situation de pénurie persiste jusqu'en 1948. Le crime organisé prospère, tandis que se développe une économie souterraine. Jusqu'à un million de Japonais périssent de sous-alimentation, et l'inflation est endémique jusqu'à la fin de la décennie. Les grands conglomérats que sont les Zaibatsu comme Mitsui ou Sumitomo sont dissous en novembre 1945, et fin 1946, une réforme agraire permet à 80 % des paysans d'accéder à la propriété.

### Fin de l'occupation

Le traité de San Francisco est signé par Shigeru Yoshida pour le Japon le 28 avril 1952 et met fin à la période de l'occupation.

Les débuts de la guerre froide en 1946 obligent les États-Unis à revoir leur relation avec le Japon : en Extrême-Orient, la Corée du Nord communiste est créée en 1948, et l'année suivante les communistes achèvent leur conquête de la Chine continentale. La priorité est alors donnée au redressement économique de l'archipel. Après un intermède socialiste assuré par Tetsu Katayama, les libéraux arrivent au pouvoir en 1948 avec Yoshida. En octobre de la même année, l'occupant instaure une nouvelle politique économique dirigée par Joseph Dodge : une politique déflationniste est mise en place, et les libertés publiques sont réduites. En 1950 des purges politiques visant les communistes touchent plus de 10 000 personnes. L'occupant décide de réarmer en partie le pays, alors que la guerre de Corée vient d'éclater, ce qui relance l'activité de pans entiers de son économie : dès 1951, la production industrielle bondit de 12 %.
C'est dans ce climat international tendu, que s'ouvrent les négociations du traité de paix. Malgré l'opposition de gauche qui tente d'obtenir la neutralité du pays, et la droite conservatrice de Hatoyama et Kishi qui envisage de reconstituer une armée sitôt l'indépendance recouvrée, le premier ministre Yoshida accepte les conditions américaines qui prévoient l'instauration de bases militaires permanentes dans le pays. Le 28 avril 1952, 49 États ratifient par écrit le traité de paix avec le Japon.

## Deux décennies d'évolution rapide (années 1950 et 1960)

### Modernisation économique
Dans les années 1950, l'économie reste en partie tournée vers les besoins de la reconstruction, et la balance commerciale du pays reste déficitaire jusqu'en 1965, puis devient excédentaire, permettant au pays de stocker des réserves de monnaies étrangères. De 1955 à 1973, la croissance économique est soutenue : le produit national brut est multiplié par 5 grâce à des améliorations technologiques et des disponibilités importantes en capital pour financer les investissements de modernisation.
L'industrie crée 28 millions d'emplois entre 1947 et 1990, et le pays accède au rang de grande puissance économique. Le PNB du pays dépasse celui du Royaume-Uni en 1967, et celui de l'Allemagne de l'Ouest en 1969.
La part de l'agriculture dans l'économie poursuit sa décroissance : de 45 % en 1950, elle chute à 18 % en 1970. Ce phénomène s'accompagne d'un dépeuplement de certaines régions, notamment le long de la mer du Japon. Une politique de contrôle des prix (limitation des importations, stockage des excédents, etc.), reconduite par les gouvernements successifs, permet de dégager des marges suffisantes pour soutenir la mécanisation de l'agriculture.
Mais le développement économique engendre des problèmes de santé publique. Des maladies résultant de pollutions industrielles font leur apparition — par exemple, la maladie de Minamata en 1953, et la maladie Itai-itai, identifiée en 1965, toutes deux causées par des rejets industriels. La baie de Tokyo est rendue impropre à la pêche en 1962, alors que la capitale est régulièrement le théâtre de phénomènes de smog. En 1970, la pollution de l'air à Tokyo atteint un pic ; l'année suivante, une agence nationale de l'environnement est créée.

### Un système politique dominé par les conservateurs

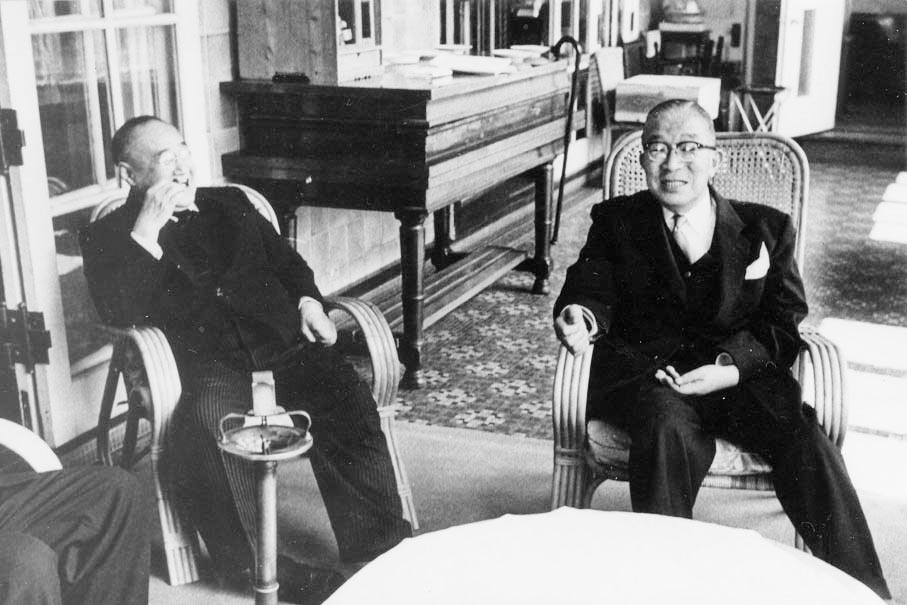
Yoshida et Hatoyama au début des années 1950.

Le Japon sort de la période de l'occupation dirigé par le Premier ministre Yoshida qui, avec le soutien du Parti libéral du Japon, détient le pouvoir depuis les élections législatives japonaises de 1949. Entouré de ministres proches comme Eisaku Satō et Hayato Ikeda, il conserve son poste jusqu'en 1954 malgré les nombreuses attaques de Hatoyama, écarté du pouvoir par l'occupant américain en raison de ses responsabilités politiques d'avant-guerre.

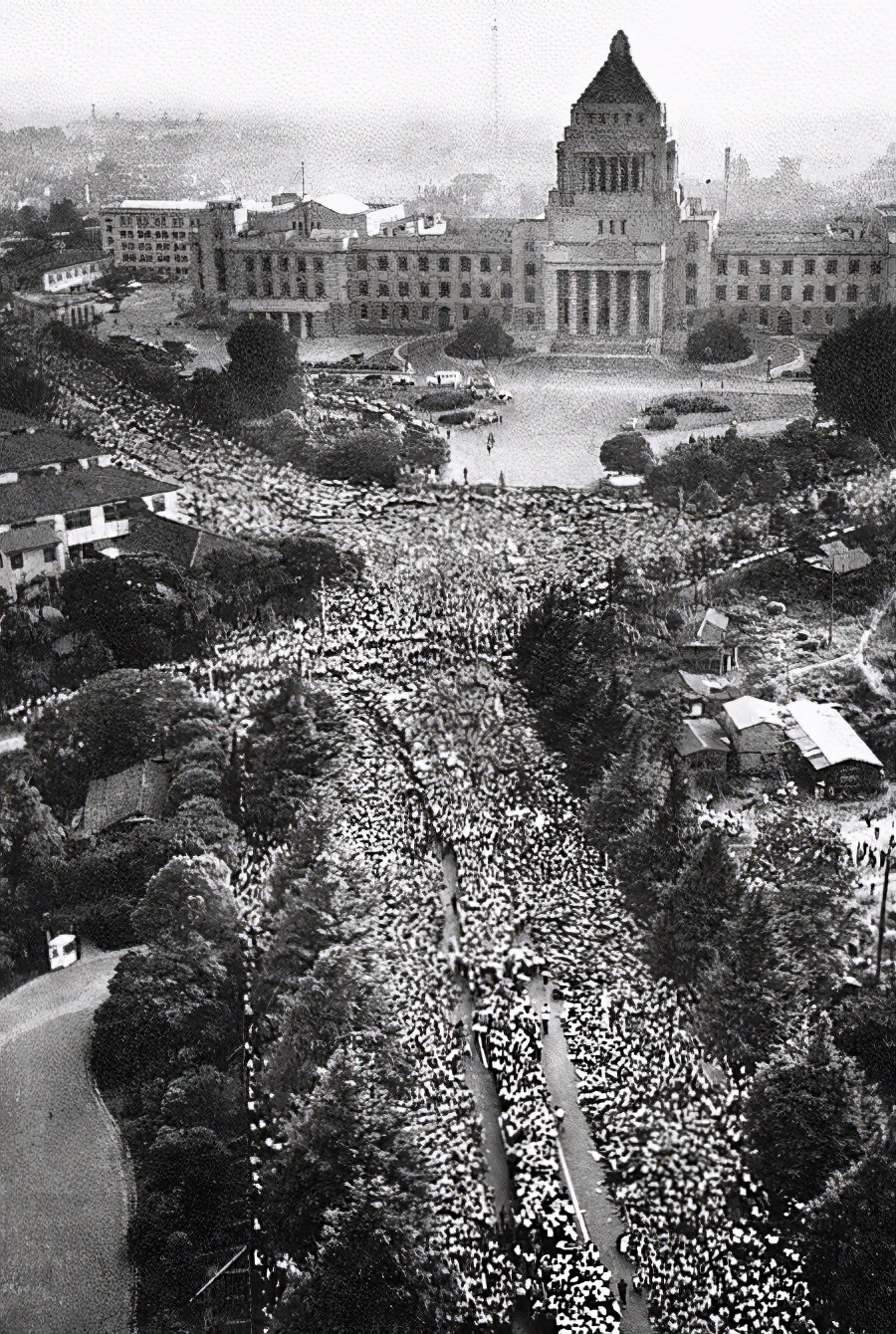
Le bâtiment de la Diète entouré par des manifestants en 1960.

Hatoyama est élu au poste de Premier ministre en 1954, porteur d'un discours nationaliste réclamant plus d'indépendance vis-à-vis des Américains. Le succès que remporte le parti socialiste aux élections législatives de 1955 pousse les conservateurs, divisés entre plusieurs partis, à se regrouper au sein du Parti libéral-démocrate. Hatoyama réussit à unir au sein d'un même parti des tendances allant du centre gauche à la droite nationaliste, ce qui permet au parti de régner sans partage pendant plusieurs décennies. Les années 1950 sont par ailleurs marquées par de grands mouvement sociaux, et les étudiants regroupés dans le Zengakuren émergent comme une des grandes forces politique du moment. Lorsqu' en 1960, le premier ministre Nobusuke Kishi tente de faire passer en force la signature d'un traité de coopération militaire avec les États-Unis, près de 3 000 000 de personnes se rassemblent pour protester autour du bâtiment de la Diète,.
Dans les années 1960, s'enchaînent les mandats de Hayato Ikeda de 1960 à 1964 puis de Eisaku Satō de 1964 à 1972. Le premier engage le Parti libéral-démocrate dans une politique favorisant l'économie, visant « haute croissance et doublement des salaires », et remporte assez largement les élections législatives de 1960. Un calme social s'installe alors que la croissance du PIB se maintient à plus de 10 % par an. Son successeur et continuateur conserve le pouvoir pendant plus de sept ans, le record de l'après-guerre.
Sur le plan international, si le pays n'est plus formellement sous occupation américaine depuis la signature du traité de San Francisco en 1952, il reste dépendant des États-Unis. Le traité de sécurité entre les États-Unis et le Japon signé en 1951 garantit à l'ancien occupant l'accès à près de 600 lieux (ports, casernes, bureaux, etc.). Un nouveau traité est signé en 1960 mais n’entraîne que quelques pertes mineures pour l'ancien occupant. Okinawa ne repasse sous souveraineté japonaise qu'en 1972. Cependant, la normalisation des relations avec les pays voisins n'intervient qu'après la signature du traité de San Francisco. Il faut attendre 1956 pour que les relations avec l'URSS se normalisent, 1965 pour rétablir celles avec la Corée du Sud, et 1972 pour un rapprochement avec la Chine populaire.

### Une société renouvelée

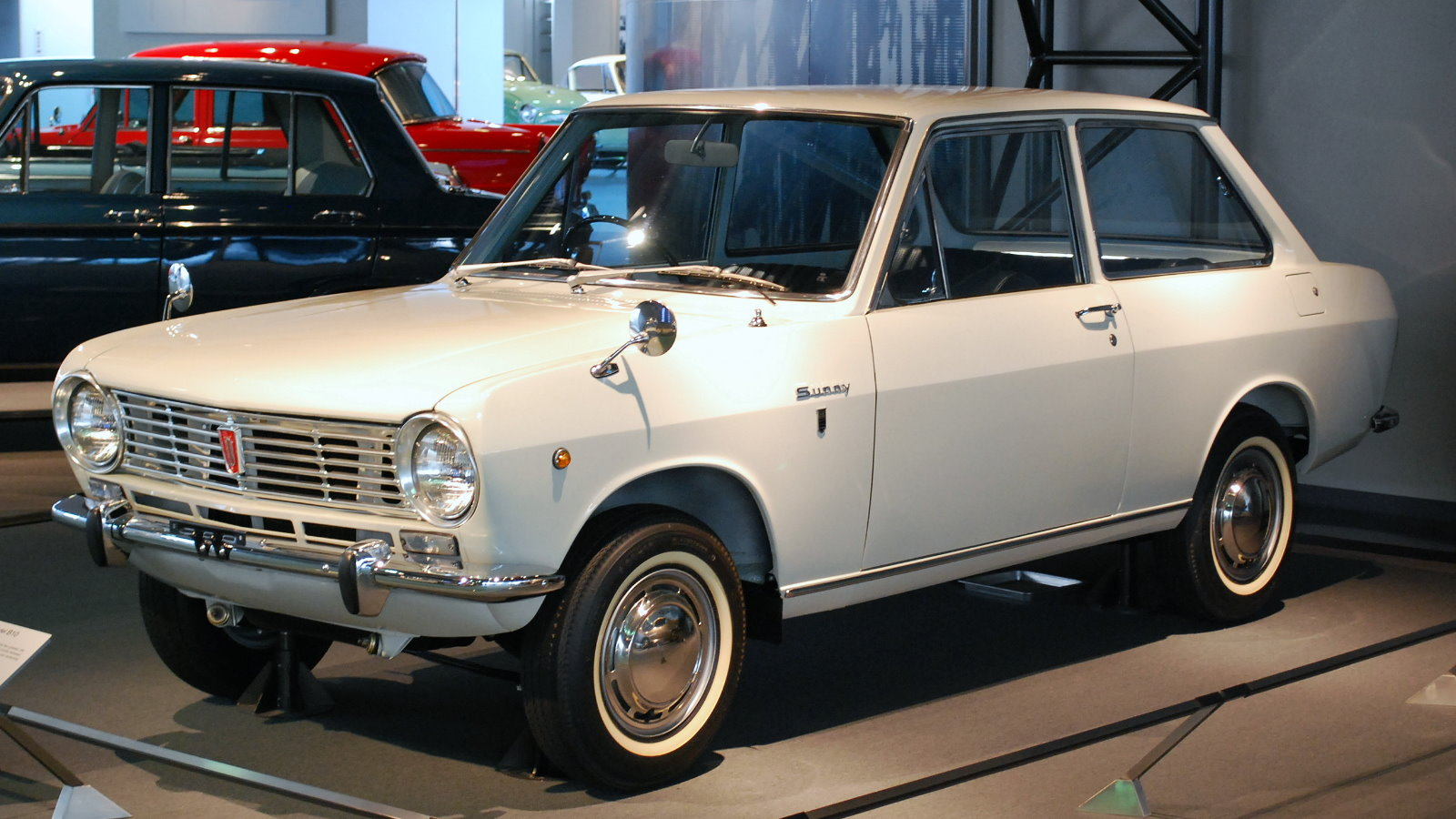
La Nissan Sunny produite à faible coût dans les années 1960 permet à de nombreux foyers japonais d'avoir accès à l'automobile.

La population japonaise s'accroît régulièrement jusqu'au début des années 1970. Bien que le taux de fécondité diminue de 4,54 enfants par femme en 1947 à 2,13 en 1970, l'espérance de vie croît de 47 ans en 1937 à 68 ans en 1960 (puis 78 ans en 1990). La population passe ainsi de 70 millions à la fin des années 1930 à plus de 100 millions dans les années 1960. Une urbanisation massive s'organise dans les agglomérations de Tokyo, de Kyoto, et de Nagoya ; en 1970, 72 % de la population mènent une vie citadine. L'éducation progresse aussi. Alors qu'en 1950 seuls 50 % des élèves poursuivent leur scolarité au-delà du collège, ils sont 90 % en 1975. Le nombre d'étudiants à l'université passe de 240 000 en 1950 à 1 670 000 en 1970. Une classe moyenne importante émerge, qui se dote de biens d'équipement en nombre ; vers 1970, environ 90 % des ménages sont équipés de lave-linges, d'aspirateurs, de réfrigérateurs, et de téléviseurs en noir et blanc. Les automobiles en circulation se multiplient, la production évoluant de 30 000 véhicules en 1956 à 5 millions en 1970.
Le peuple japonais a accès à une culture de masse diffusée par la radio et le cinéma, des médias en forte croissance entre 1945 et 1960, avant d'être supplantés par la télévision. À côté de cette culture moderne, un mouvement de préservation des modes d'expressions traditionnels, porté dès avant-guerre par l'écrivain Sōetsu Yanagi, se poursuit ; c'est dans cette optique que la Fondation du Japon voit le jour en 1972.

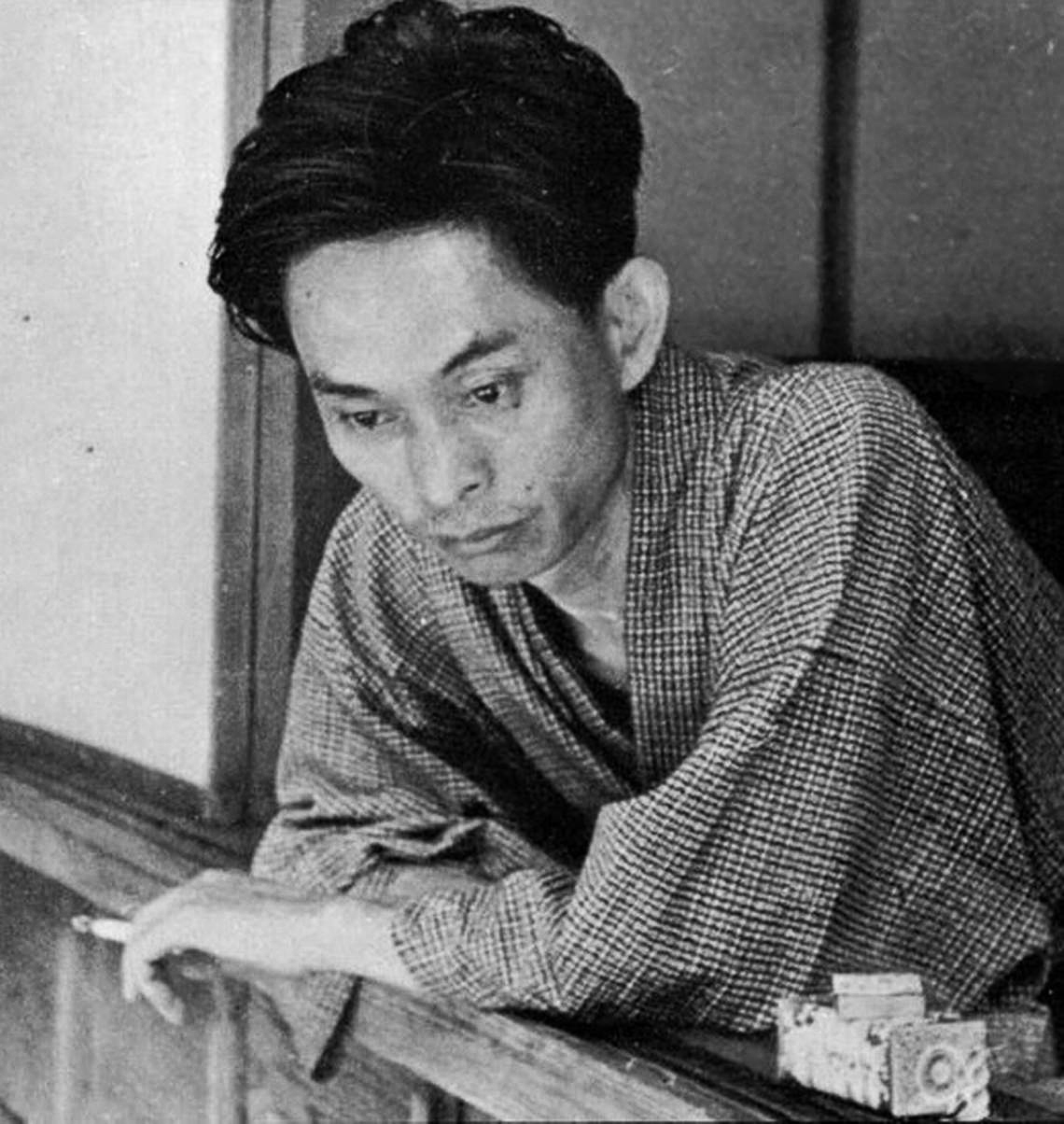
Kawabata obtient le prix Nobel de littérature en 1968.

Les thèmes de la guerre et de la défaite hantent la littérature japonaise, les livres de Jun Takami et Osamu Dazai notamment, et, dès les années 1950, des auteurs comme Kawabata et Mishima accèdent à une reconnaissance internationale. Le thème de la bombe atomique, et plus largement de la guerre froide, trouve un écho dans des œuvres de science-fiction, et se prolonge au cinéma avec l’apparition de la figure de Godzilla. Dans le domaine des arts plastiques, le Gutai, un mouvement d'avant-garde, ouvre un nouveau champ d'exploration artistique et participe à l'épanouissement de l'art contemporain dans le pays. Le cinéma produit aussi bien des films d'époque (jidai-geki, comme Rashōmon (1950) et Les Sept Samouraïs (1954) de Kurosawa) que des films aux thèmes contemporains (gendaigeki). Une Nouvelle Vague japonaise, représentée par le cinéaste Nagisa Ōshima, est aussi active au cours de ces deux décennies.

## L'«après-après-guerre» (années 1970 et 1980)

### Des chocs économiques au rebond
L'économie japonaise subit deux chocs économiques successifs au début des années 1970. Confrontés à une forte inflation, les États-Unis renoncent (en) en 1971 à la convertibilité du dollar en or. Le yen s'apprécie de 15 %, ce qui pénalise les exportations et la compétitivité des entreprises japonaises. Le premier choc pétrolier de 1973-1974 concourt à ralentir la croissance du pays, et l'oblige à revoir son modèle économique. De nouveaux biens d'équipement (magnétoscopes, appareils photos, chaînes stéréo, etc.) prennent une importance grandissante à l'exportation, et assurent une balance commerciale de plus en plus bénéficiaire. Globalement, la croissance annuelle entre 1973 et la fin des années 1980 atteint 5 à 6 %, soit des taux bien supérieurs à ceux d'autres pays développés.

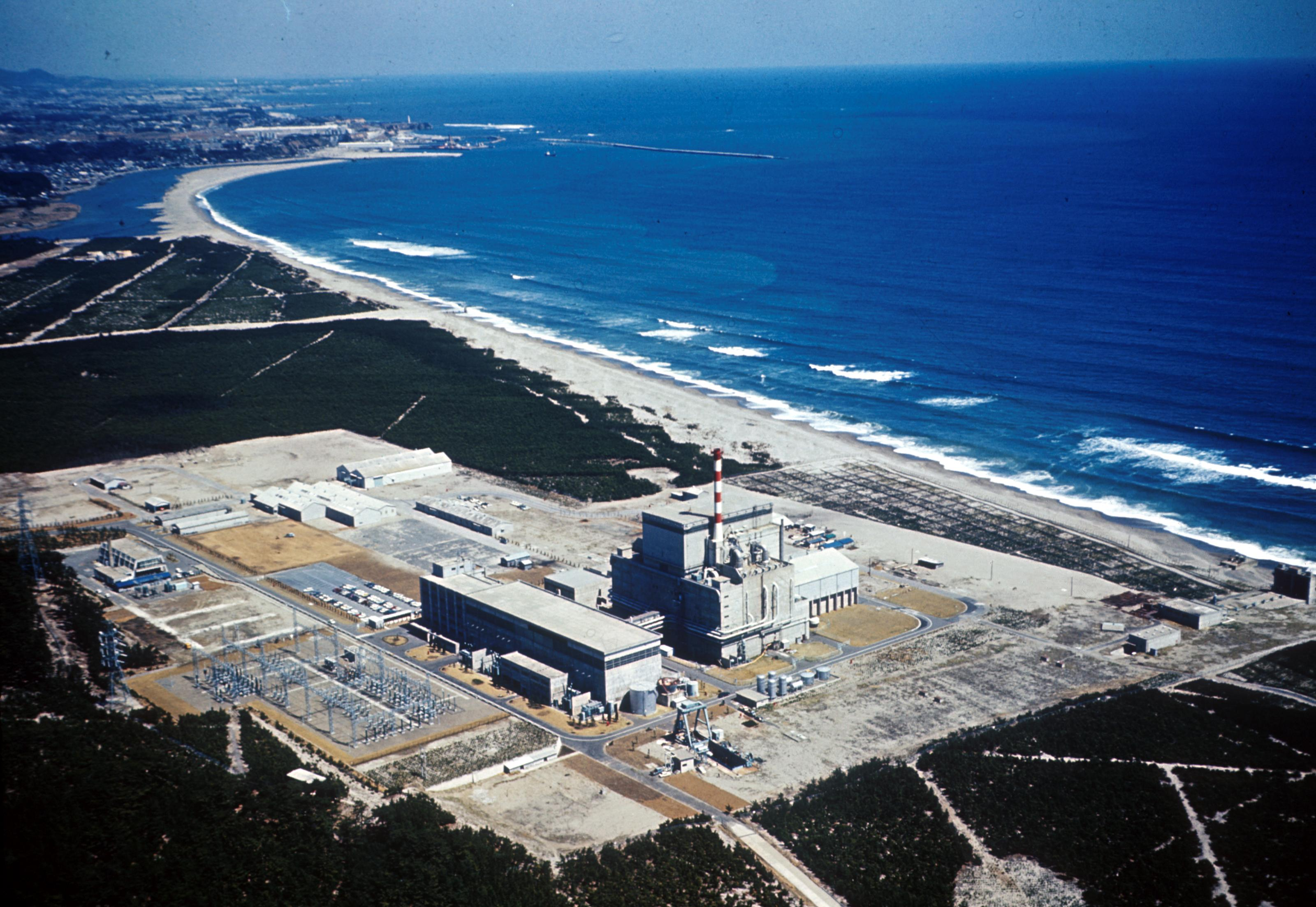
La première centrale nucléaire japonaise est inaugurée en 1966.

La consommation d'énergie quintuple entre 1960 et 1990. Mais la ressource énergétique principale s'épuise rapidement : en 1955, l'exploitation du charbon disponible sur le territoire japonais couvre 79 % des besoins, seulement 17 % en 1990. Après avoir eu recours aux hydrocarbures importés pour pallier le manque de charbon, le pays opte pour l'énergie nucléaire. La première centrale entre en activité en 1966 à Tōkai, et, au début des années 1990, une quarantaine de réacteurs produisent le quart de la production énergétique nationale.
La hausse du yen combinée à une balance commerciale très bénéficiaire a plusieurs effets visibles à l'international. Le pouvoir d'achat des Japonais leur permet de se rendre en nombre à l'étranger et de s'adonner à la consommation touristique. De plus, les produits de leurs entreprises, notamment dans le secteur des technologies, inondant certains marchés, éveillent l'intérêt de la jeunesse occidentale pour les productions culturelles du Pays du Soleil levant. Sur la scène internationale, le Japon accède au rang de modèle économique. Cette reconnaissance et sa prospérité l'incitent à augmenter sa participation financière dans de grands organismes internationaux (aide au développement de pays du tiers monde, contributions aux projets de l'Unesco...). En outre, il investit les excédents de sa balance commerciale en achetant en masse des bons du Trésor américain.

### Scandales politico-financiers et rapprochement avec la Chine

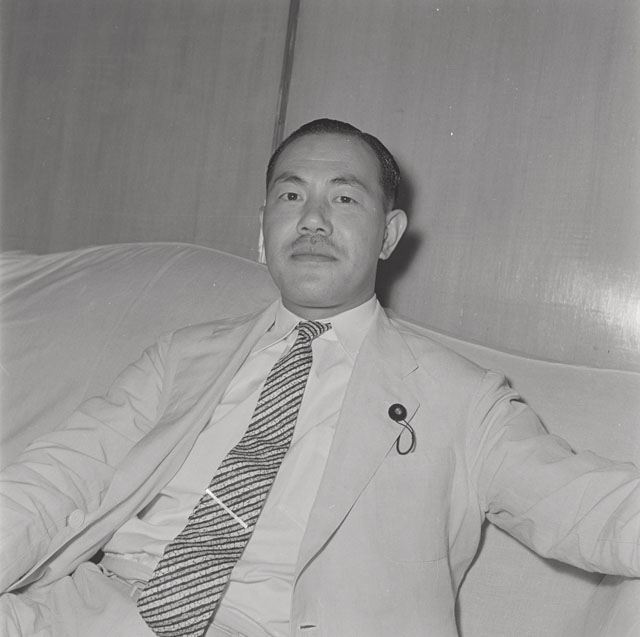
Kakuei Tanaka en 1954.

Entre 1972 à 1987, le système politique japonais est sous l'influence d'un seul homme : Kakuei Tanaka. Premier ministre de 1972 à 1974, il s'impose comme « faiseur de roi » les années suivantes, grâce à ses ressources financières et ses réseaux politiques. Il commence sa carrière politique dans la région de Niigata dont il est originaire, et y met en place un système de financement occulte lui permettant de couvrir les dépenses de ses campagnes électorales, ainsi que celles de ses soutiens . En 1974, à la suite d'un scandale politico-financier, il est contraint à la démission. Son influence au sein du PLD reste cependant forte, même après les révélations publiques de son implication dans l'Affaire Lockheed qui éclate en 1976. Le système de factions qu'il a renforcé dans le parti fragilise le pouvoir des premiers ministres qui ne peuvent plus compter sur de fortes majorités : cinq Premiers ministres se succèdent jusqu'en 1982, effectuant des mandats d'au plus deux ans. Le parti lui-même est profondément divisé : en 1979, faute d'un accord interne, il présente deux candidats au poste de Premier ministre. Il devient en outre très impopulaire : les effectifs de sa base militante est divisée par deux la même année.
Le parti, et le pays, retrouvent une certaine stabilité politique avec l'arrivée au pouvoir de Yasuhiro Nakasone. Nommé en 1982, il parvient à conserver son poste après les élections législatives de 1983 et de 1986. Il désigne Noboru Takeshita pour lui succéder à la tête du PLD. Ce dernier, grâce à l'appui d'une faction importante du parti, s'installe aux commandes du pays en 1987. Cette même faction va porter au sommet de l'État trois autres de ses membres entre la démission de Takeshita en 1989 et 1992.
Au niveau international, le Japon opère un rapprochement diplomatique avec la république populaire de Chine. Jusqu'en 1972, influencé par les Américains, le pays ne reconnaît que Taïwan comme interlocuteur, mais les choses évoluent lorsque les États-Unis, ayant subi un échec lors de la guerre du Viêt Nam, amorcent un début de désengagement en Asie. Le Japon et la Chine signent finalement un traité de paix en 1978, dans lequel une clause met en garde contre la présence « hégémonique » de l'URSS dans la région. Dans le même temps, les relations avec le régime du général sud-coréen Park Chung-hee restent conciliantes, et le gouvernement japonais accepte de couvrir l'enlèvement à Tokyo d'un opposant sud-coréen.

### Mouvements sociétaux et développement urbain
Les nouvelles religions ou Shinshūkyō, qui se sont développées au cours des décennies précédentes, connaissent leur apogée au début des années 1970, avant d'être remplacées par d'autres mouvements sectaires plus récents (shin-shinshūkyō), qui séduisent une population plus jeune et plus urbaine. Les pratiques religieuses évoluent aussi : en 1984, par exemple, 65 % des Japonais interrogés indiquent ne pas avoir de croyance, quand dans le même temps 81 % d'entre eux visitent les temples les premiers jours de l'année.

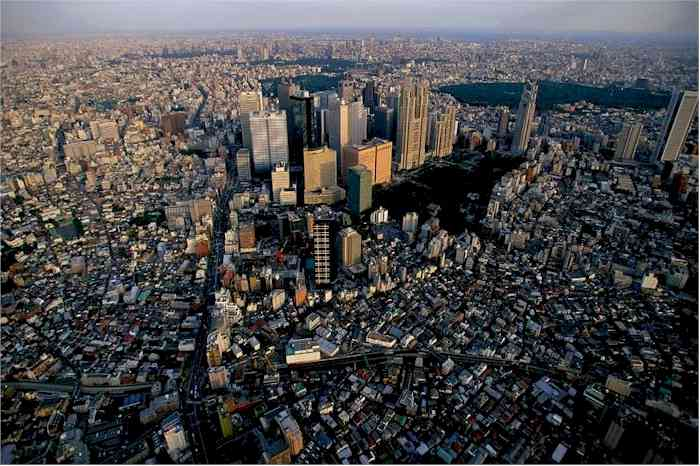
Nishi Shinjuku est construit à Tokyo à partir des années 1970.

Au début des années 1970, une nouvelle génération d'écrivains, nés après la Seconde Guerre mondiale, fait irruption sur la scène littéraire nationale. Elle propose des approches artistiques plus diverses que celles conçues par les générations antérieures. Des écrivains comme Kenzaburō Ōe, Kenji Nakagami et Haruki Murakami deviennent des auteurs-phares. Dans le domaine des mangas, le style gekiga commence à s'imposer dès la fin des années 1960 et les dessinatrices du Groupe de l'an 24 renouvellent le style des Shōjo.
La baisse continue de la fréquentation des salles de cinéma (d'un milliard d'entrées par an en 1950 à 187 millions en 1973) remet en cause les investissements des principaux studios du pays. Le réalisateur Akira Kurosawa, par exemple, doit faire appel à des capitaux soviétiques ou américains pour pouvoir financer ses films.
Bien que les mouvements de concentration urbaine vers les grandes villes ralentissent, certaines régions comme Hokkaidō ou Kyūshū tirent profit d'un développement régional. Malgré des initiatives étatiques en leur faveur, les autres aires géographiques restent en marge. Dans les grandes villes comme Tokyo, des quartiers de gratte-ciels commencent à être construits. C'est le cas, par exemple, de Nishi Shinjuku où les premiers immeubles de grandes hauteurs apparaissent dans les années 1970.

## Un pays face aux crises depuis les années 1990
La mort de l'empereur Hirohito et l'accession au trône de son fils Akihito en janvier 1989 ouvrent l'Ère Heisei. Ses premières années sont assombries par plusieurs crises majeures. En 1990, éclate la bulle spéculative japonaise, à l'origine de la « décennie perdue », pendant laquelle la situation économique du pays se détériore. En 1995, la gestion par l'État de l'attentat au gaz sarin dans le métro de Tokyo et du séisme de Kōbe soulèvent de vives critiques.

### L'hégémonie duPLDcontestée
À partir de 1989, le Parti libéral-démocrate, qui détient les rênes du pouvoir politique depuis l'après-guerre, se fracture de l'intérieur et enchaîne les défaites électorales. Éclaboussé par plusieurs scandales, il perd sa majorité au sénat lors des élections sénatoriales de 1989 (en). Le Parti socialiste japonais, affaibli par des divisions internes, ne parvient cependant pas à faire fructifier sa victoire. Plusieurs scissions ébranlent alors le PLD, qui se présente divisé aux élections législatives de 1993. Morihiro Hosokawa, chef du Nouveau parti du Japon, réunit autour de lui une coalition et devient en août 1993 le premier Premier ministre non issu du PLD depuis 38 ans. Cependant la coalition éclate en avril 1994, et, après un intérim assuré pendant 2 mois par Tsutomu Hata, le PLD revient au pouvoir au sein d'une coalition dirigée par les socialistes du Premier ministre Tomiichi Murayama. L'émergence d'une forme de bipartisme est attestée par les observateurs, renforcée par les bons résultats du Parti de la nouvelle frontière aux élections sénatoriales de 1995 (en). Cependant des dissensions idéologiques internes à la coalition, ainsi que la gestion jugée mauvaise par l'opinion du séisme de Kōbe et de l'attentat contre le métro de Tokyo en 1995 font chuter la popularité du gouvernement Murayama. À l'issue des élections législatives de 1996, le PLD remporte 239 sièges contre 156 pour le Nouveau parti pionnier. Ce dernier implose en plusieurs partis les mois suivants.
Ryūtarō Hashimoto forme en 1996 un gouvernement dominé par le PLD, mais doit céder sa place à un autre cadre du parti en 1998 : Keizō Obuchi, après une défaite électorale lors des élections sénatoriales de 1998 (en). Yoshirō Mori assure la succession à la mort de ce dernier en 2000. Le PLD porte de nouveau au pouvoir Jun'ichirō Koizumi en 2001. Celui-ci effectue le mandat le plus long depuis Satō, soit cinq ans et cinq mois. Réformateur et bénéficiant d'une certaine popularité, il doit cependant affronter, au sein de son propre parti, un noyau conservateur opposé à ses réformes. Ses successeurs, Shinzō Abe, Yasuo Fukuda puis Tarō Asō, réussissent à maintenir le PLD à la tête de l'État jusqu'à l'élection, en 2009, du leader du Parti démocrate du Japon : Yukio Hatoyama.
La seconde période de perte d'hégémonie du PLD commence en 2007. Aux élections sénatoriales de 2007 (en) les conservateurs perdent leur majorité, au bénéfice du Parti démocrate du Japon. Deux ans plus tard, Yukio Hatoyama devient le premier des trois Premiers ministres issus du PDJ à se succéder à la tête du pays. Mais ni lui, ni Naoto Kan qui lui succède en juin 2010, ni Yoshihiko Noda qui exerce la fonction de septembre 2011 à décembre 2012 ne sont en mesure d'inscrire leur mandat dans la durée. Le retour de Shinzō Abe aux affaires en 2012, replace le PLD à la tête du pays.

### Montée des périls sur la scène internationale

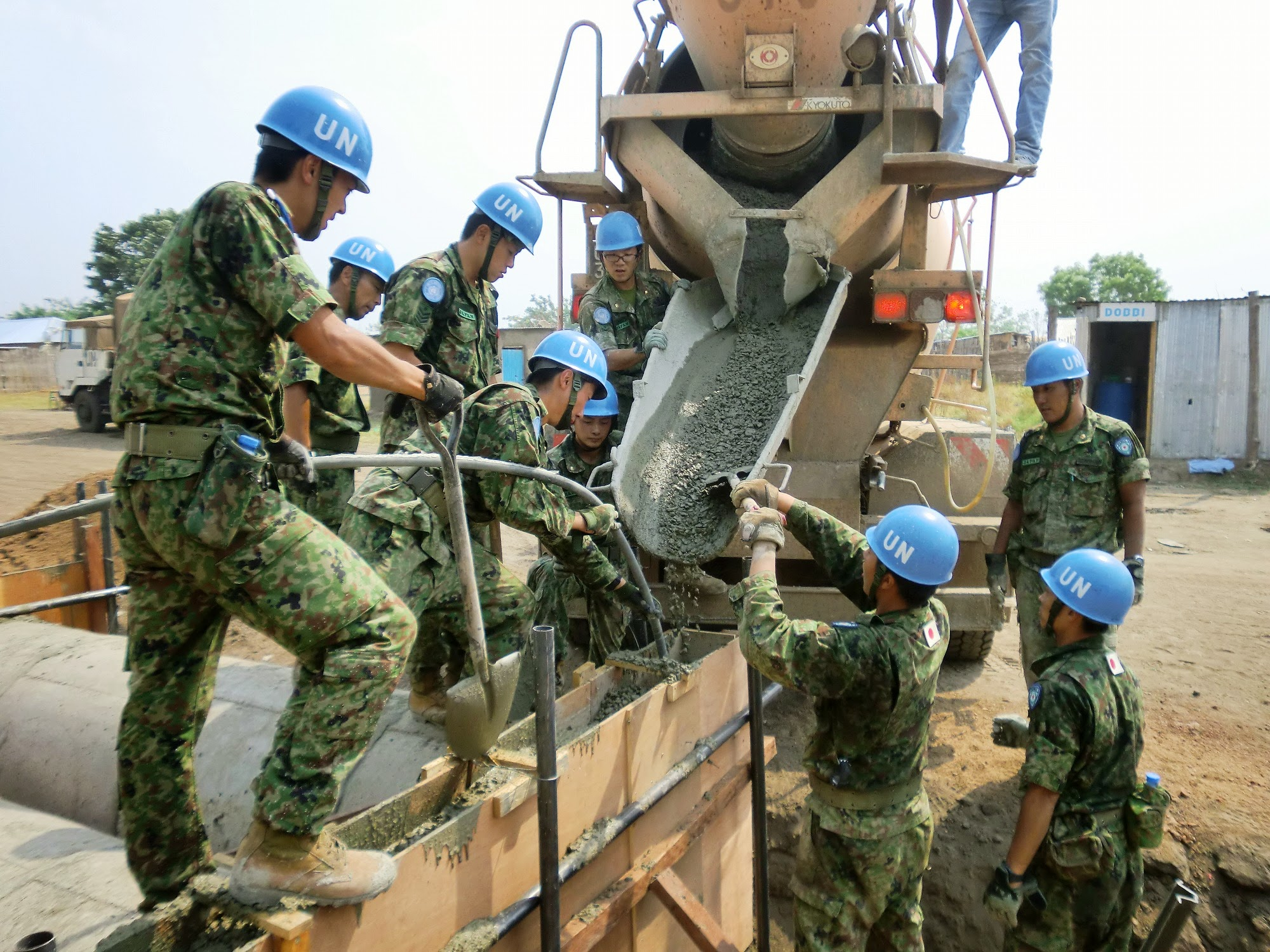
Depuis 1991, des soldats japonais sont de nouveau envoyés à l'étranger, dans le cadre d'opérations de l'ONU.

L'évolution du climat international au début des années 1990 relance le débat sur le caractère pacifiste de la constitution japonaise. Le déclenchement de la crise économique, la fin de la guerre froide en Asie, et l'éclatement de la guerre du Golfe obligent le Japon à repenser sa puissance militaire. Pour la première fois, en 1991, il envoie des casques bleus à l'étranger, dans le cadre des accords de Paris sur le Cambodge.
Au niveau régional, des antagonismes anciens s'enveniment entre le Japon, la Chine et la Corée du Nord. Cette dernière, lâchée par son allié soviétique, se lance dans une course à l'armement nucléaire, et menace directement le territoire nippon. La Chine, quant à elle, dispute au Japon la souveraineté sur les îles Senkaku. Les tensions avec ces deux pays, mais aussi avec la Corée du Sud, prennent souvent pour cadre des questions mémorielles, notamment durant la guerre des manuels en 2005, et à l'occasion de visites d'officiels japonais au sanctuaire de Yasukuni.
Cependant, sous la présidence de George W. Bush, le Japon se démarque à plusieurs reprises de son allié américain en optant pour une politique de conciliation. En 1991, deux ans après les manifestations de la place Tian'anmen, il normalise ses échanges diplomatiques et économiques avec la Chine. En 1998, le premier ministre Obuchi et le président sud-coréen Kim Dae-jung prônent, d'une même voix, une politique d'ouverture envers le voisin nord-coréen, initiative prolongée par deux visites à Pyongyang du Premier ministre Koizumi.

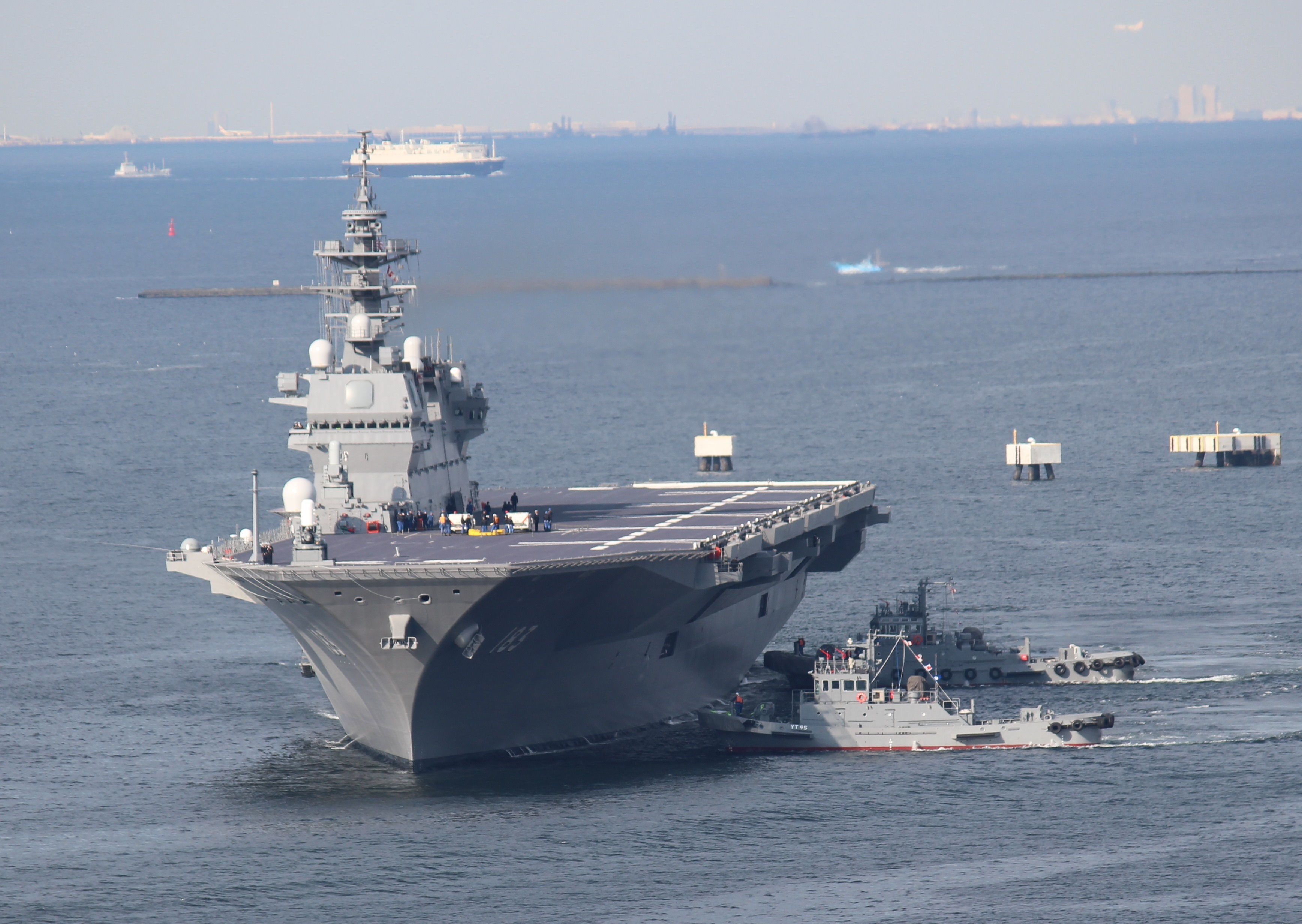
Les navires de la classe Izumo sont utilisables comme de véritables porte-avions.

La question de la réforme de l'armée japonaise resurgit à maintes reprises dans le débat public. Malgré une opposition populaire forte, plusieurs cadres politiques plaident pour une réforme de la constitution japonaise pour permettre le déploiement des Forces japonaises d'autodéfense dans des missions plus variées à l'étranger. En 2014, le Premier ministre Abe lance un processus de révision constitutionnelle. Dans le même temps, la composition des forces armées évolue. En 2012, le lancement de la construction de deux navires de classe Izumo (utilisables comme de véritables porte-avions), associés à la flotte de destroyers de classe Kongō, et aux transporteurs d'assaut de classe Osumi (lancés dans les années 2000), permet au pays de constituer plusieurs groupes de forces opérationnelles.

### Marasme économique
L'appréciation du yen face au dollar à partir de la seconde moitié des années 1980 provoque le retour de capitaux au pays, souvent investis dans l'immobilier commercial. Cependant, la Banque du Japon intervient pour juguler la bulle spéculative qui se forme, en relèvant son taux d'escompte à partir de mai 1989. Dès janvier 1990 le cours de la bourse de Tokyo commence à s'effondrer, et, au terme de l'année, la perte s'élève à 39 %. Pour compenser leurs pertes, des entreprises sont contraintes à vendre leurs actifs immobiliers, ce qui a pour effet de faire baisser la valeur de ceux-ci. Les banques sont elles aussi acculées à la vente d'actifs, et l'économie nationale entre en récession. La faillite de deux groupes financiers en 1997, la Hokkaido Takushoku Ginko et Yamaichi Securities (en), force le gouvernement à injecter 1 800 milliards de yens dans le système bancaire, mais sans succès jusqu'à ce que des réformes structurelles soient imposées, six ans plus tard, par le gouvernement Koizumi.

Indice Nikkei 225 de 1970 aux années 2015.

Sous la pression de ses partenaires commerciaux, désireux d'accéder au marché intérieur japonais, le gouvernement japonais applique plusieurs mesures de déréglementations. Les privatisations d'entreprises, qui avaient commencé dans les années 1980, reprennent lorsque Koizumi prend la direction des affaires du pays.
Le taux de chômage double entre 1992 et 2002, passant de 2,2 % à 5,4 %. Il atteint, et parfois dépasse, 10 % dans les catégories comme celles des hommes de moins de 25 ans ou de plus de 60 ans. La part de l'emploi précaire (intérim, contrats à durée indéterminée...) augmente et concerne un actif sur quatre au début des années 2000.
Cependant, la valeur en dollars des exportations progressent continuement, portée par des secteurs restés compétitifs comme l'automobile et l'électronique, et la balance commerciale demeure excédentaire (autour de 100 milliards de dollars par an). Du fait de l'abondance de ses devises (en 2007, le pays détient 970 milliards de devises étrangères), le pays reste le premier créditeur mondial en 2002.

### Baisse démographique et catastrophes de Fukushima
La population poursuit sa croissance, et atteint un maximum de 127 millions d'individus en 2004. Cependant cette hausse repose sur un allongement de la durée de vie, le taux de fécondité étant passé sous le taux de renouvellement dès 1974, et la part des plus de 65 ans passe de 7 à 20 % entre 1970 et 2006. La baisse de la natalité glisse progressivement jusqu'à 1,32 enfant par femme en 2006, et les projections pour 2100 indiquent que la population japonaise pourrait baisser jusqu'à 64 millions d'habitants si la tendance ne s'inversait pas.
Au début des années 1990, des phénomènes culturels, jusque-là marginaux — celui des Otaku, par exemple —, deviennent de notoriété publique. Basés sur diverses expressions de la culture populaire japonaise comme le manga, la japanimation et l'univers des  jeux vidéo, ils influencent des mouvements artistiques comme Superflat, et porte le Soft power japonais à l'étranger : en 2005, le pays se classe deuxième exportateur mondial de biens culturels (12,5 milliards de dollars, en valeur).
Le 11 mars 2011, un séisme de magnitude 9,0, suivi d'un tsunami, frappe l'Est du Tōhoku autour de Sendai, provoquant la mort de plusieurs milliers de personnes, d'importants dégâts dans toute la partie nord-est de Honshū et l'accident nucléaire de Fukushima. Cette triple catastrophe, écologique et technologique, instille le doute dans une opinion publique japonaise déjà accablée par des années de stagnation économique et inquiète de la montée en puissance de son voisin chinois,.

## Entrée dans l'ère Reiwa (2019-)
Naruhito devient le nouvel empereur du Japon le 1er mai 2019, après l'abdication de son père.

## Sources

#### Ouvrages généraux concernant l'histoire générale du Japon
- Seiichi Iwao (dir.), Maison franco-japonaise (collection en 21 volumes), Dictionnaire historique du Japon, Tokyo, Kinokuniya, 2000 (OCLC 782065).
- Francine Hérail, Jean Esmein et François Macé, Histoire du Japon, Genève, Horvath, coll. « Histoire des nations », 1990, 631 p. (ISBN 2-7171-0704-5).
- Francine Hérail, Histoire du Japon des origines à la fin de l'époque Meiji : matériaux pour l'étude de la langue et de la civilisation japonaises, Paris, Publications orientalistes de France, 1986, 462 p. (OCLC 882418621, présentation en ligne, lire en ligne).
- Pierre François Souyri, Histoire du Japon : le monde à l'envers, Maisonneuve et Larose, 1998 (ISBN 2-7068-1297-4).
- Danielle Elisseef, Histoire du Japon : entre Chine et Pacifique, Monaco/Paris, Éditions du Rocher, 2001, 231 p. (ISBN 2-268-04096-8).
- Francine Hérail (dir.), Guillaume Carré, Jean Esmain, François Macé et Pierre-François Souyri, Histoire du Japon : des origines à nos jours, Paris, Éditions Hermann, février 2010, 1413 p. (ISBN 978-2-7056-6640-8). .
- Pierre-François Souyri, Nouvelle Histoire du Japon, Paris, Perrin, septembre 2010, 627 p. (ISBN 978-2-262-02246-4). .
- (en) Conrad Totman, A History of Japan, Wiley-Blackwell, janvier 2005, 720 p. (ISBN 978-1-4051-2359-4). .
- (en) William M. Tsutsui (dir.), A Companion to Japanese History, Malden, Blackwell Publishing, 2007, 632 p. (ISBN 978-1-4051-1690-9). .

#### Ouvrages centrés sur cette période
- Jean-François Sabouret, La dynamique du Japon : de 1854 à nos jours, Paris, CNRS Éditions, 28 février 2008, 415 p. (ISBN 978-2-271-06644-2, présentation en ligne).
- Jean-Marie Bouissou, Le Japon contemporain, Paris, Fayard, septembre 2007, 618 p. (ISBN 978-2-213-62216-3). .
- Eddy Dufourmont, Histoire politique du Japon, de 1853 à nos jours, Pessac, Presses universitaires de Bordeaux, 2017, 496 p. (ISBN 979-10-300-0104-4).